# Huta Baru (Puncak Sorik Marapi)
Huta Baru is een bestuurslaag in het regentschap Mandailing Natal van de provincie Noord-Sumatra, Indonesië. Huta Baru telt 265 inwoners (volkstelling 2010).